# Melogno
Melogno è un piccolo abitato collocato nei pressi dell'omonimo Colle del Melogno.

## Geografia fisica
La frazione è situata a cavallo dello spartiacque tra le valli Pora e Maremola (versante Sud-Est) e l'alta Val Bormida (versante Nord e Nord-Ovest). La quota relativamente elevata, che raggiunge i 1028 m nei pressi del Forte Centrale e la vicinanza di cime relativamente elevate (Monte Settepani, Bric Gettina, Bric Merizzo, Bric Tortagna) fanno sì che dalla località abbiano origine numerosi corsi d'acqua tra cui i torrenti Pora e Maremola che sfociano nel mar Ligure.

## Geografia antropica
Amministrativamente la località è divisa in tre porzioni ricandenti su altrettanti Comuni diversi, Magliolo e Rialto a mezzogiorno e Calizzano a Ovest.
Al centro della località si erge un piccolo santuario edificato alla fine del secolo scorso, al suo interno viene celebrata la festività della Madonna di Lourdes l'ultima domenica di agosto.
Ulteriore notorietà alla zona è derivata dalla presenza di una imponente struttura militare di origine ottocentesca denominata Forte Centrale del Melogno, strettamente connessa ad altre due fortificazioni limitrofe denominate Forte Tortagna e Forte Settepani, quest'ultimo sito è occupato da una base dell'aeronautica militare italiana.
La linea difensiva fu realizzata in conseguenza agli accordi stabiliti dalla Triplice Alleanza e aveva lo scopo di difenderne la val Bormida da un eventuale sbarco di truppe francesi lungo la costa tra Finale Ligure e Loano.

## Ambiente
Dal punto di vista ambientale risalta la presenza di foreste di grande pregio, prima tra tutte la faggeta che separa Melogno da Calizzano meglio nota col nome di "Foresta della Barbottina". Il versante mediterraneo è caratterizzato dalla presenza di altre essenze arboree tipiche della media montagna, come il castagno di cui si possono trovare esemplari ultra secolari. Il valico del Melogno e l'area circostante fanno parte del SIC (Sito di importanza comunitaria) denominato Monte Carmo - Monte Settepani (codice: IT1323112).

## Infrastrutture e trasporti
Il villaggio è attraversato dall'Alta Via dei Monti Liguri, e dalla S.P.490 del Colle del Melogno.